# ميخائيل كانافان
ميخائيل كانافان (بالإنجليزية: Michael Canavan)‏ هو جندي وضابط أمريكي، ولد في 5 ديسمبر 1946 في كوينسي في الولايات المتحدة.